# Сиксо
Сиксо (венг. Szikszó) — город на северо-востоке Венгрии в медье Боршод-Абауй-Земплен. Расположен в пятнадцати километрах от столицы медье — города Мишкольца. Население — 5988 человек (2001). Первое упоминание о городе относится к 1280 году.

## Экономика
С 2011 года в Сиксо работает завод по производству энергетического напитка Hell Energy.

## Население
| Год  | Численность | Численность |
| ---- | ----------- | ----------- |
| 2013 | 5582        | [ 2 ]       |
| 2014 | 5514        | [ 3 ]       |
| 2021 | 5258        | [ 4 ]       |
| 2022 | 5579        | [ 5 ]       |
| 2023 | 5513        | [ 6 ]       |
| 2024 | 5455        | [ 1 ]       |

## Города-побратимы
- Вальдемс, Германия
- Дро, Италия
- Совата, Румыния
- Строне-Слёнске, Польша